# N26 (Guinea)
Die N26 ist eine Fernstraße in Guinea, die in Dalaba an der Ausfahrt der N5 beginnt und in Kenian an der Zufahrt zur N27 endet. Sie ist 115 Kilometer lang.